# Меловский сельский совет (Великобурлукский район)
Мело́вский либо Меловско́й се́льский сове́т — упразднённая административная единица в составе Великобурлукского района Харьковской области Украины.
Административный центр сельского совета находился в селе Меловое.

## История
- 1918 год — образован.
- 17 июля 2020 - Великобурлуцкий район ликвидирован.
- 2020 год — упразднён сельсовет и включён в состав Ольховатской сельской общины.

## Населённые пункты совета на 2020 год
- село Мелово́е
- село Чугуно́вка
- село Шевя́ковка

## Бывшие населённые пункты сельсовета
- село Водяно́е (между 1967 и 1976 годами исключено из состава сельсовета)
- село Отра́дное (между 1967 и 1976 годами исключено из состава сельсовета)
- село Остренькое (между 1967 и 1976 годами исключено из состава сельсовета).